# Nativité dans l'art
Pour les articles homonymes, voir Nativité (homonymie).
 (mars 2010).
Si vous disposez d'ouvrages ou d'articles de référence ou si vous connaissez des sites web de qualité traitant du thème abordé ici, merci de compléter l'article en donnant les références utiles à sa vérifiabilité et en les liant à la section « Notes et références ».

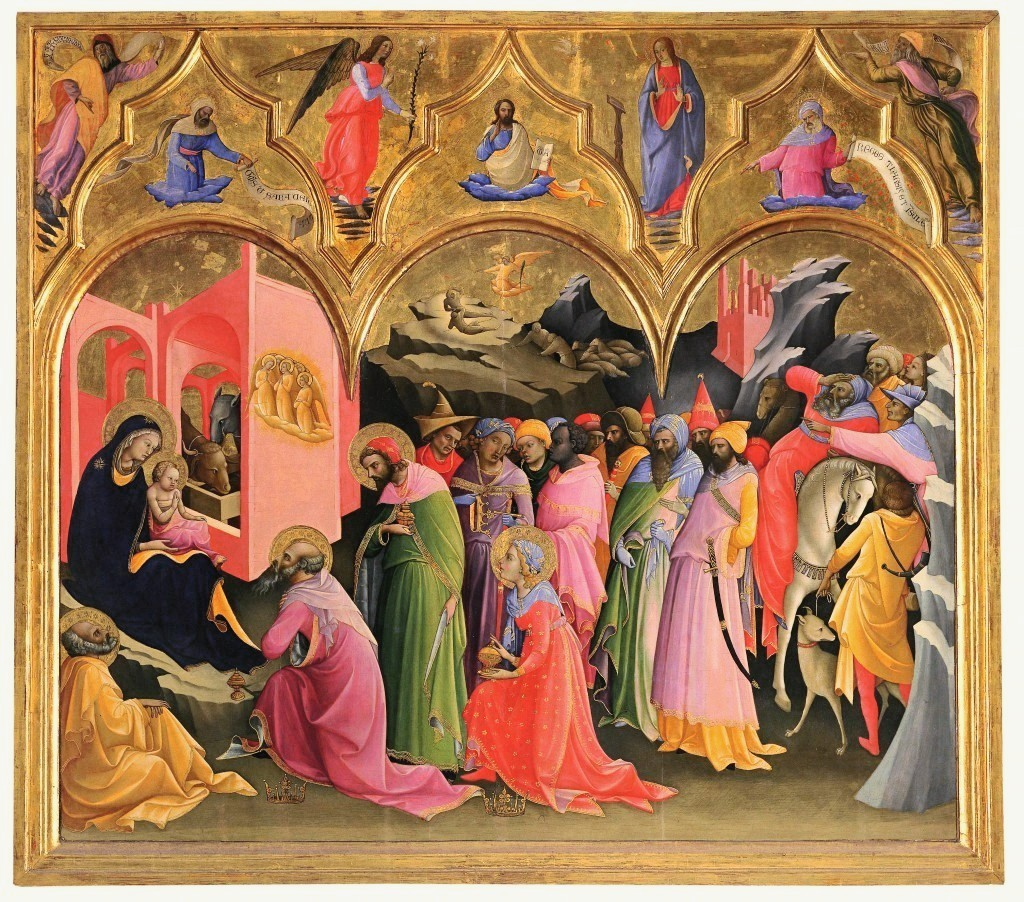
Lorenzo Monaco, Adoration des mages (1422).

À travers les siècles, la Nativité dans l'art fait partie des thèmes chrétiens les plus représentés. La sobriété et la symbolique du récit des évangiles sur ce thème ont laissé place à beaucoup d'interprétation pour les artistes. Le thème de la Nativité apparaît très fréquemment à l'époque médiévale, mais aussi à la Renaissance, en raison de ses liens avec la liturgie chrétienne. Par ailleurs, un tel choix iconographique permet de célébrer la Vierge au même titre que son fils.
L’iconographie de la Nativité comprend trois parties : les Préludes, c'est-à-dire les épisodes antérieurs à la naissance (le voyage à Bethléem, le recensement, l'attente de l'accouchement), la Nativité proprement dite, l'Annonce aux bergers et l'Adoration des mages.
La Nativité, proprement dite, rassemble Marie, Joseph, l'Enfant Jésus, les bergers, les anges et les rois mages le jour de l'Épiphanie.

## Représentations anciennes de la Nativité

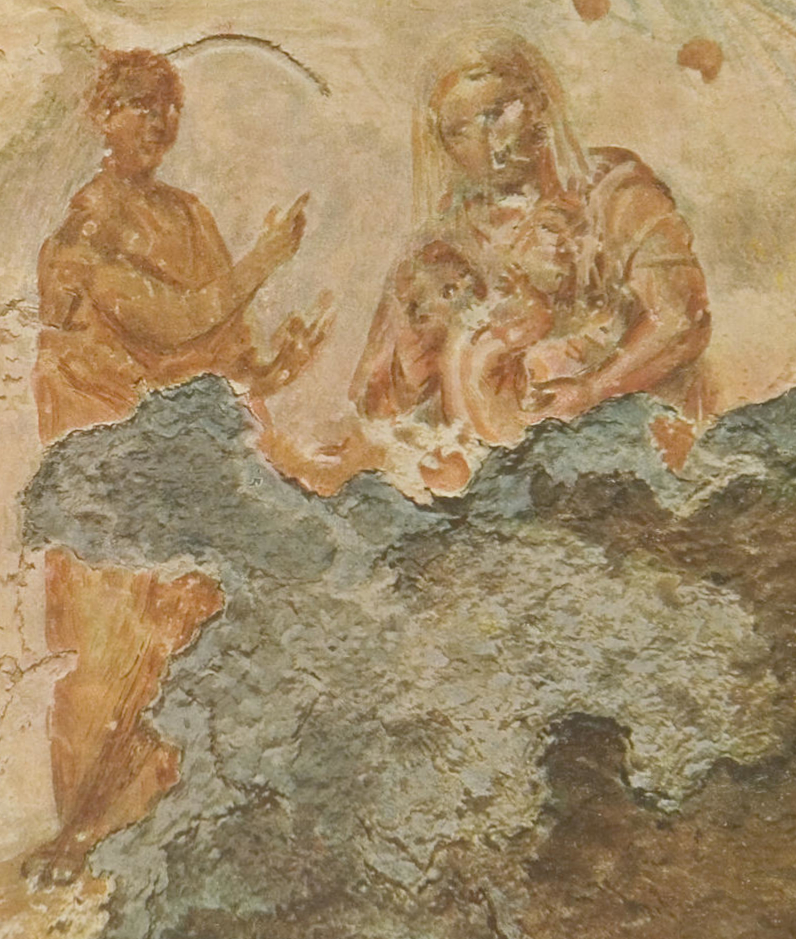
La représentation la plus ancienne de la Nativité ? Catacombe de Priscille

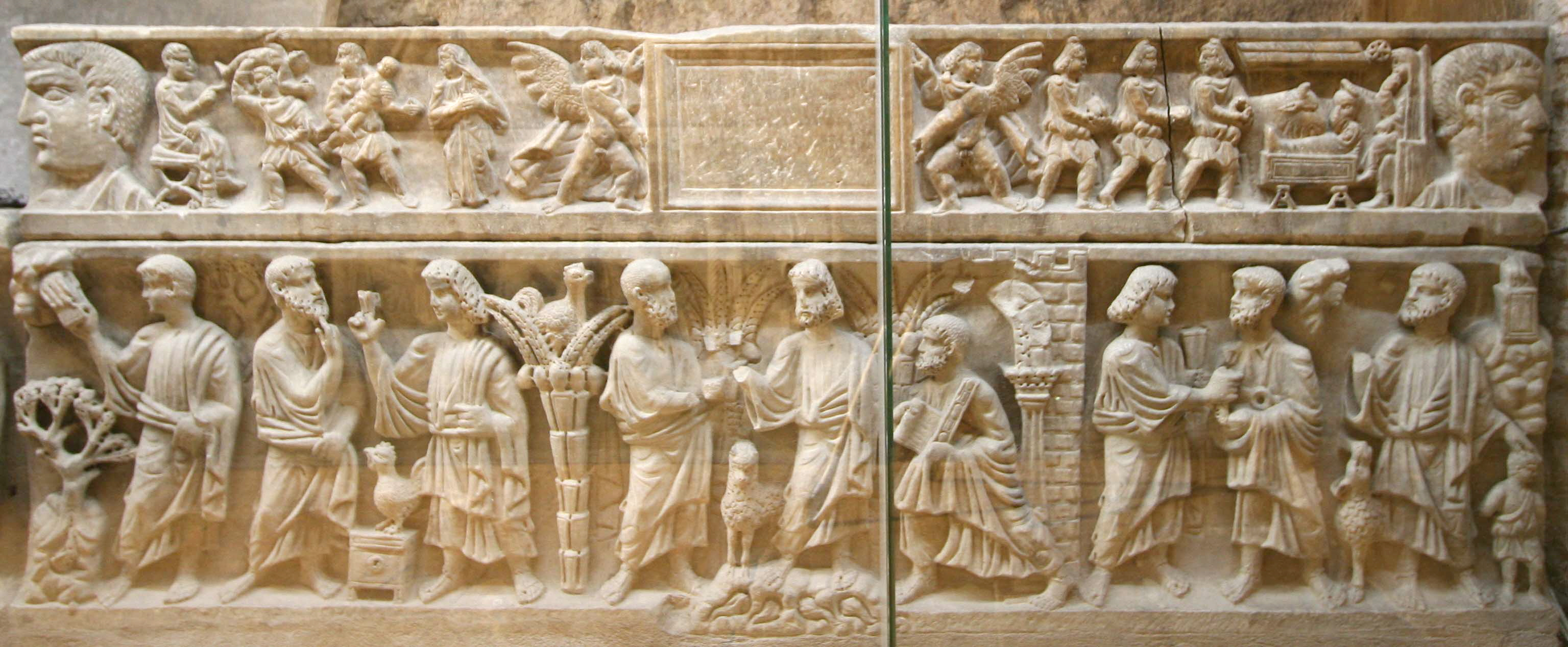
Sarcophage des Saints Innocents de la crypte de la basilique de Saint-Maximin, IVe siècle.

Les plus anciennes représentations paléochrétiennes de la Nativité connues datent du milieu du IIe siècle mais c'est surtout aux IVe et Ve siècles qu'elles deviennent plus nombreuses. Une scène d'Adoration des mages dans la catacombe de Priscille remonte au IIIe siècle. Cette catacombe abrite aussi une fresque du milieu du IIe siècle de la Vierge Marie qui tient l’Enfant Jésus dans ses bras et à sa gauche, un prophète. Cette peinture est la plus ancienne représentation mariale et pourrait évoquer la Nativité car il semble qu'elle est en train d’allaiter Jésus. Découverte dans les catacombes de Saint-Sébastien à Rome, une peinture murale orne la chambre mortuaire d'une famille chrétienne ayant vécu aux environs de 380, Jésus étant représenté emmailloté dans des bandelettes funéraires qui évoquent sa nature humaine et mortelle. Une autre mention fait référence à une scène peinte sur un sarcophage de la basilique Sainte-Marie-Madeleine de Saint-Maximin-la-Sainte-Baume représentant l'adoration de l'Enfant Jésus par les mages. Mais l'essentiel des représentations remonte au Moyen Âge et de très nombreux peintres y ont trouvé leur inspiration.

## Deux traditions iconographiques
Il existe deux traditions dans les représentations iconographiques de la Nativité.
Dans la tradition occidentale, Marie est figurée assise, portant l’Enfant Jésus sur ses genoux. À la fin du XIVe siècle, sous l'influence artistique italienne, la Vierge sera représentée à genoux dans l'attitude de l'adoration.
Toutefois, il existe des Nativités moins complètes, plus sobres, qui reprennent tout de même ce modèle oriental. Seuls sont présents l'Enfant placé dans sa crèche, la Vierge couchée et Joseph assis. On peut citer les fresques de Brinay (XIIe siècle), un chapiteau de la salle capitulaire de Saint-Caprais d'Agen.
À partir du XIVe siècle, le thème occidental de l'Adoration se substitue au thème de l'accouchement. La Vierge est agenouillée, les mains jointes devant l'Enfant nu et lumineux, couché sur une botte de paille ou sur un pan de manteau.

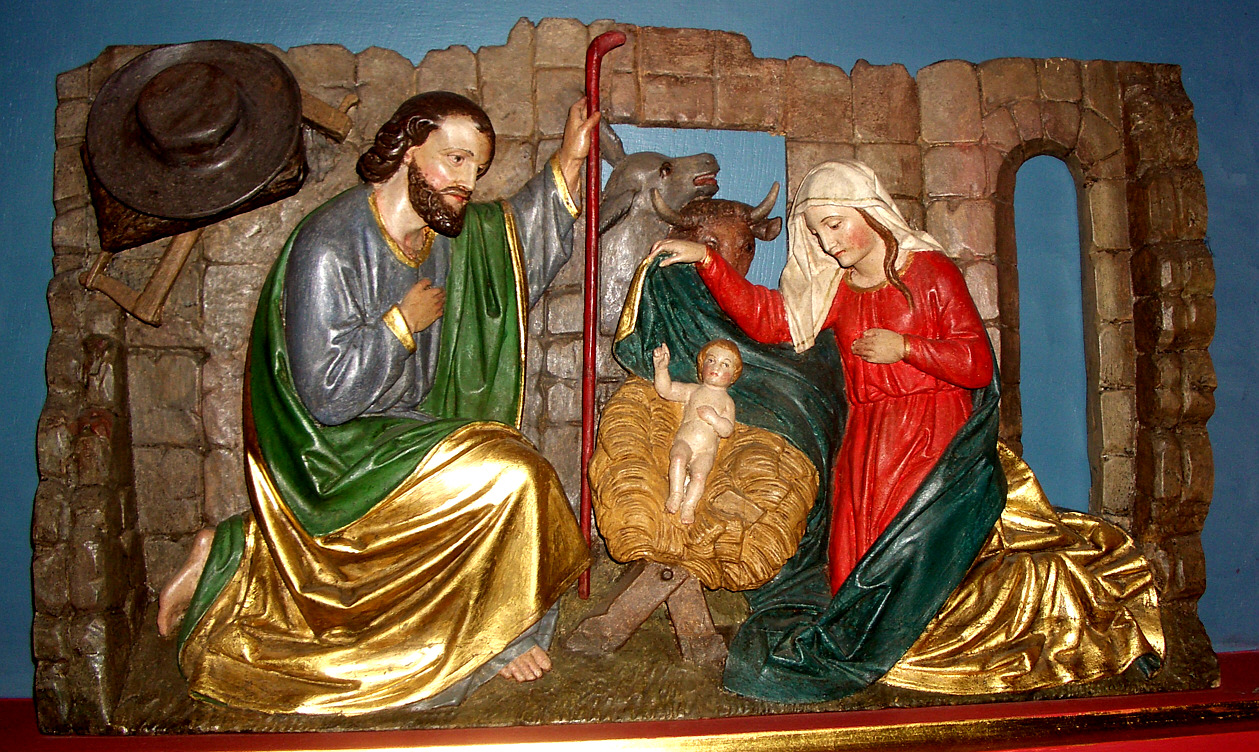
Nativité à Friedrichshafen (Allemagne)
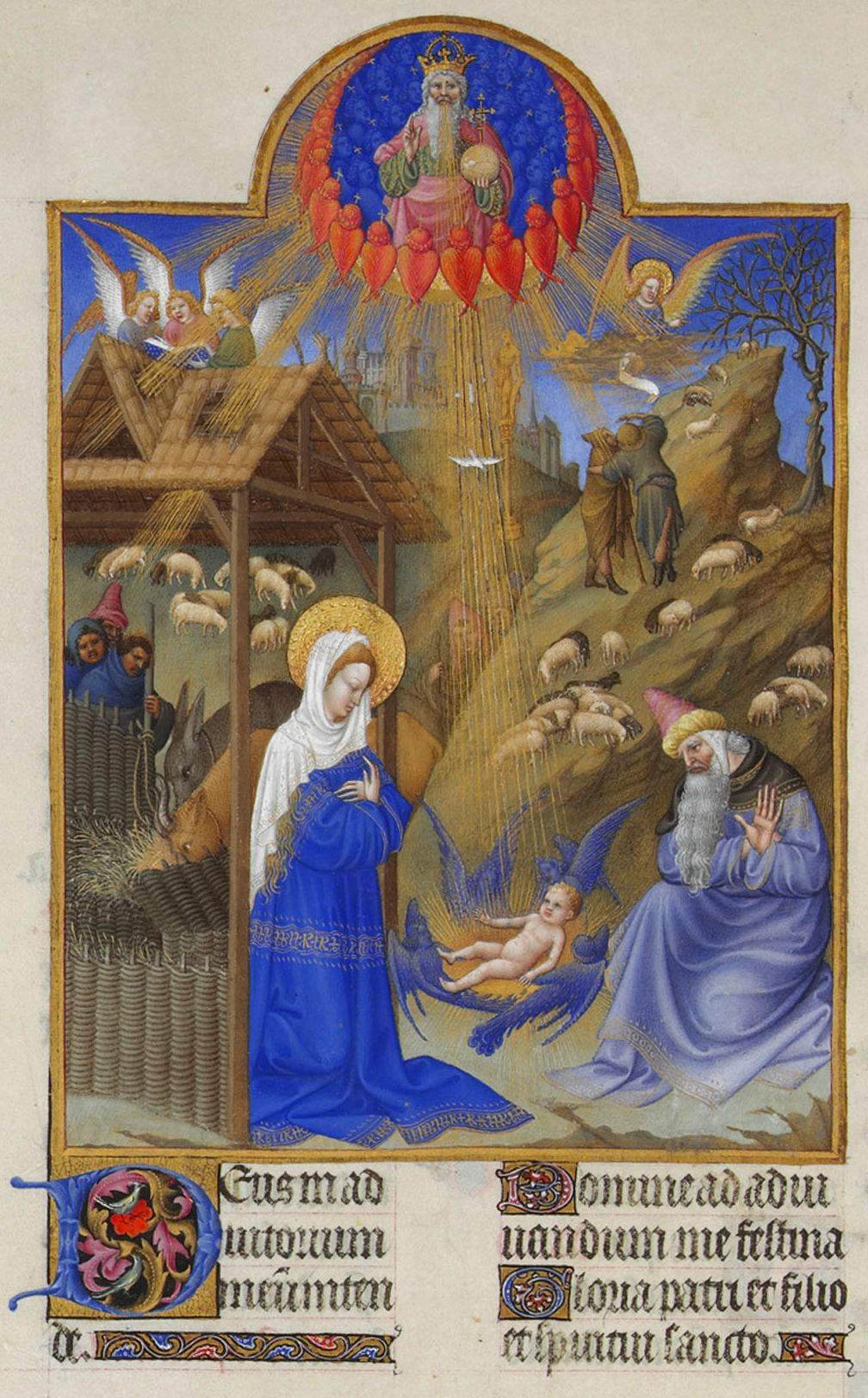
Nativité dans Les Très Riches Heures du duc de Berry, Chantilly, Musée Condé
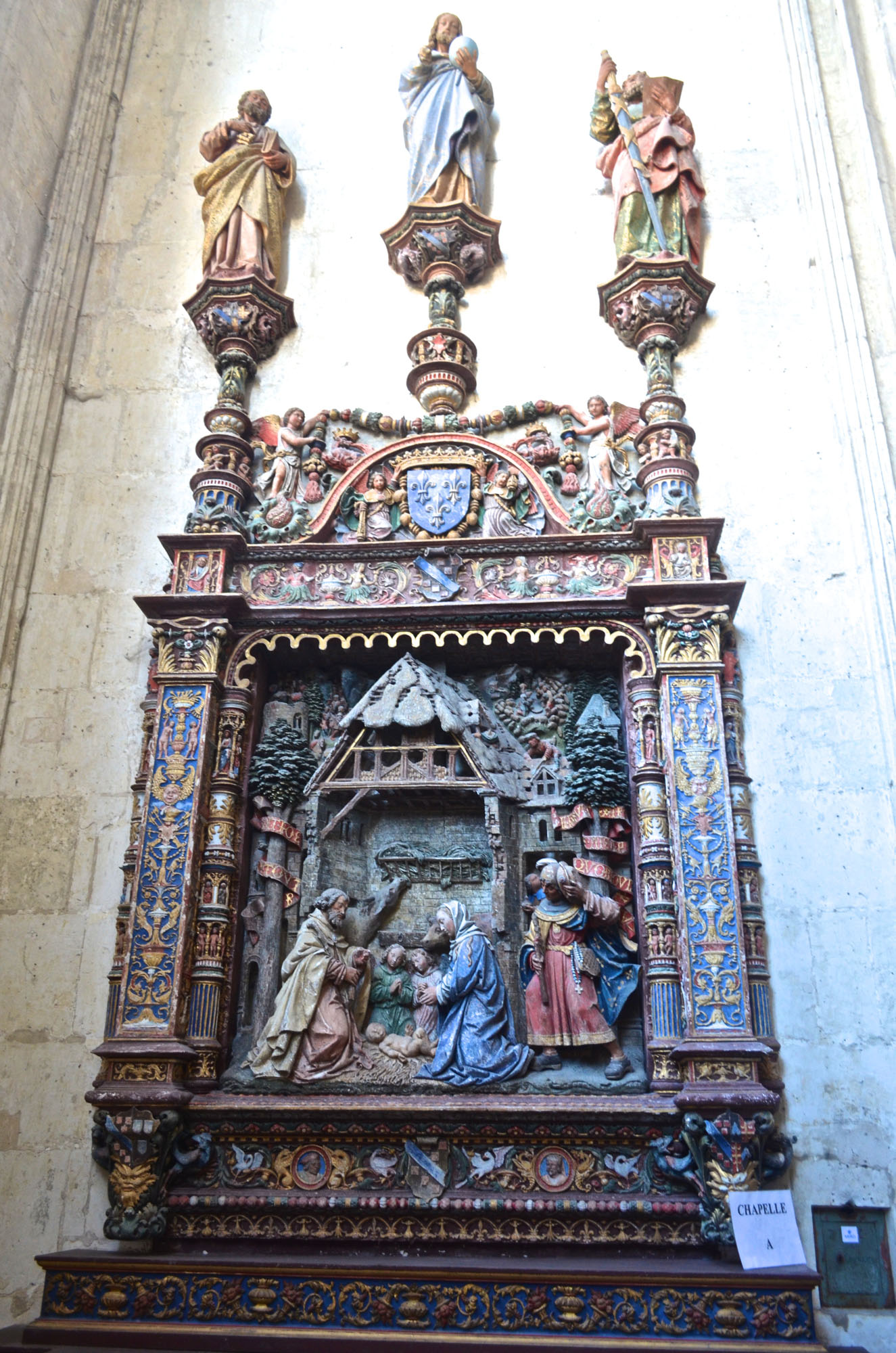
Retable de la Nativité, collégiale Saint-Vulfran d'Abbeville (fin XVe-début XVIe et XIXe siècles)
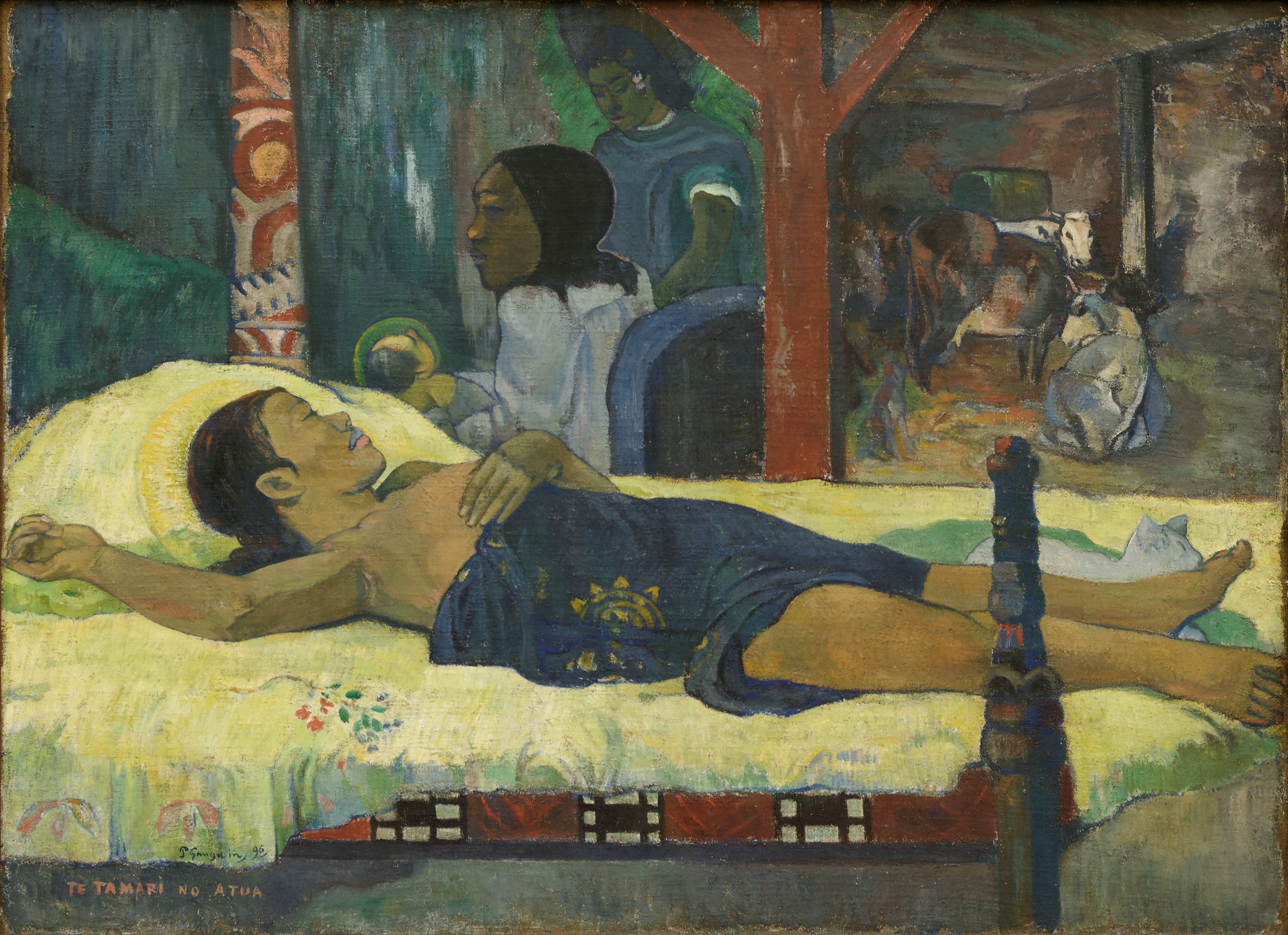
Te tamari no atua de Paul Gauguin

## Peintres ayant représenté laNativité
- Fra Angelico (1439)
- Hans Baldung

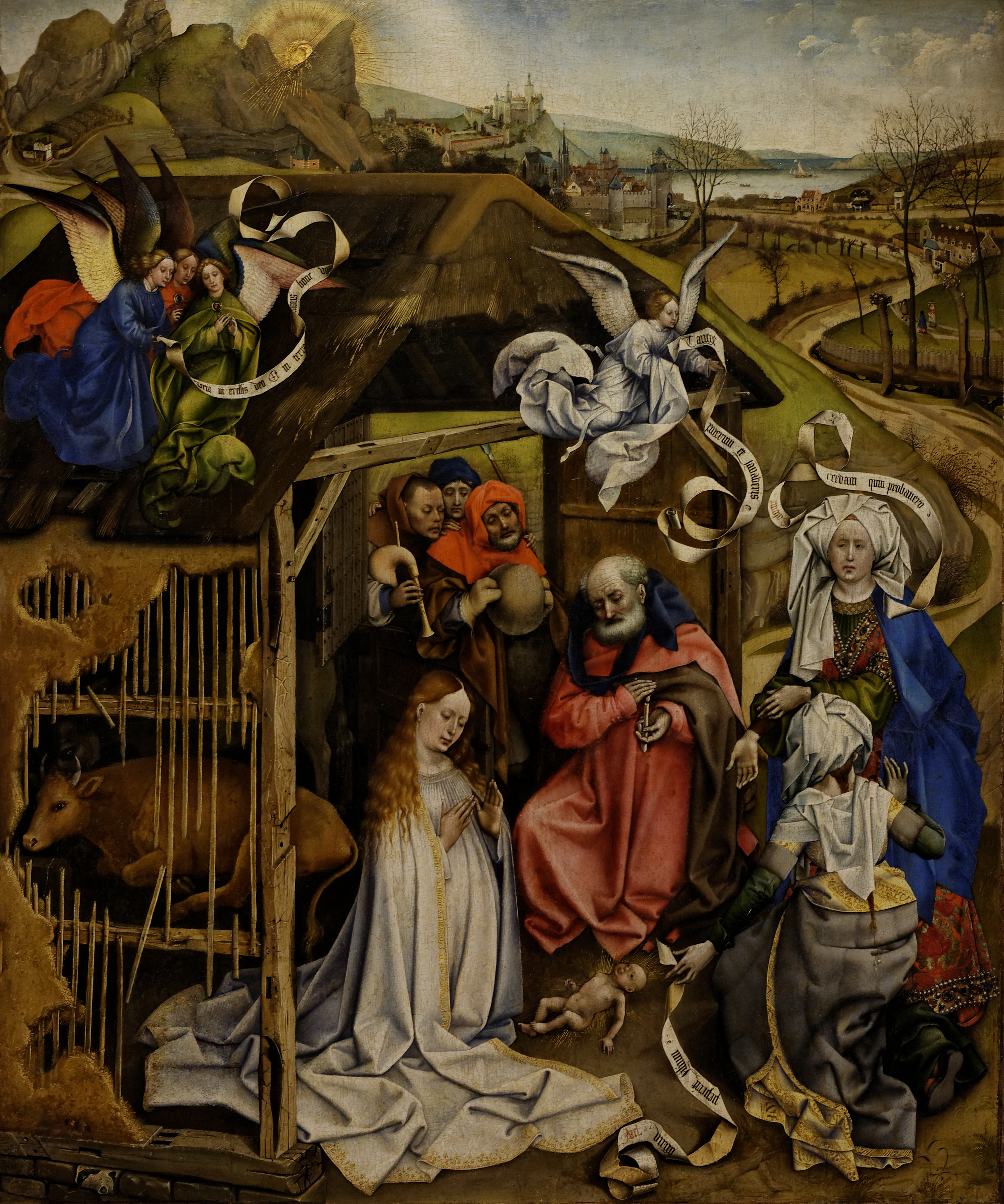
La Nativité (Robert Campin), 1420-26

- Sandro Botticelli (plusieurs œuvres)
- Francesco Botticini
- Charles Le Brun
- Les Très Riches Heures du duc de Berry
- Giotto di Bondone
- Robert Campin
- Pietro Cavallini
- Lorenzo Costa
- Piero della Francesca
- Paul Gauguin
- Andreï Roublev
- Domenico Ghirlandaio
- Ridolfo del Ghirlandaio
- Henri Lindegaard
- Stefan Lochner
- Francesco Mancini
- Le Pérugin
- Hyacinthe Rigaud
- Martin Schongauer

## Musique
- Eustache Du Caurroy, 5 fantaisies sur "Une jeune fillette" (1610), premier Noël connu sur instruments.
- Heinrich Schütz, Weihnachts-Historie (Oratorio de Noël), 1664 (SWV 435)
- Nicolas Gigault, 17 Noëls variés (1682).
- Marc-Antoine Charpentier a laissé 9 compositions vocales célébrant la Nativité, respectivement, H.9, H.314, H.393, H.414, H.416, H.420, H.421, H.482, ( H.483 - H.483 a - H.483 b) et 2 compositions instrumentales, H.531 et H.534.
  - Messe de Minuit H.9 pour solistes, choeur, flûtes, cordes et basse continue (1690)
  - In nativitatem Domini canticum H.314 pour 4 voix, 2 flûtes, 2 violons et basse continue (1670)
  - Canticum in nativitatem Domini H.393 pour 3 voix, 2 dessus instrumentaux et basse continue (1675)
  - Pastorale de Noël H.414 pour solistes, choeur, 2 dessus instrumentaux et basse continue (1683-85)
  - Oratorio de Noël H.416 pour solistes, choeur, flûtes, cordes et basse continue (1690)
  - Dialogus inter angelos et pastores Judae in nativitatem Domini H.420 pour solistes, choeur, flûtes, cordes et basse continue (1695?)
  - In nativitatem Domini Nostri Jesu Christi canticum H.421 pour 3 voix et basse continue (1698-99)
  - Pastorale de Noël H.482 pour solistes, choeur, 2 dessus de violes et basse continue (1683-85)
  - Pastorale de Noël H.483 - H.483 a - H.483 b pour solistes, choeur, 2 flûtes, 2 dessus de violes et basse continue (1683-85)
  - Noël pour les instruments H.531 pour flûtes, cordes et basse continue (1688?)
  - Noël sur les instruments H.534 pour flûtes, cordes et basse continue (1698)
- Sébastien de Brossard, Messe de Noël SdB.5 (1700)
- Nicola Porpora, Oratorio de Noël, Il Verbo in Carne
- Alessandro Scarlatti, Oratorio de Noël (1705)
- Michel-Richard de Lalande, Symphonies de Noël S 130 (1727-36 et 1736-45)
- Joseph Valette de Montigny, Noël à grand chœur JVM.34 (1730)
- Bernard-Aymable Dupuy a laissé 16 compositions (BAD.044 à BAD.059) [8]
- Louis Grénon, Messe en Noëls en si bémol majeur
- Carl Heinrich Graun, Oratorium in Festum Nativitatis Christi
- Jean Sébastien Bach, Oratorio de Noël BWV 248-I à 248-VI (1734)
- André Campra, Oratorio de Noël, Nativitas Domini Jesu Christi (1710)
- Giusppe Valentini, Sinfonia per Santissimo Natales
- Pierre Dandrieu publie vers 1714, un Livre de 42 Noëls pour orgue (surtout) et clavecin.
- Michel Corette, sur des thèmes de noëls
  - Concerto Spirituel, 1731.
  - Pastorale, 1732.
  - III Concerto de Noëls, 1735.
  - Noëls Suisses, 1737.
  - Noël Allemand "Lobt Gott, ihr Christen, alle gleich", 1741.
  - Concerto de noëls, 1754, perdu.
- François-Joseph Gossec, La Nativité, Oratorio (1774)
- Jean-François Lesueur, Messe oratorio de Noël (1786)
- Camille Saint-Saëns, Oratorio de Noël op. 12 pour 5 solistes, choeur mixte, orgue, harpe et orchestre à cordes (1858)
- Hector Berlioz a composé la trilogie sacrée L'Enfance du Christ op. 25 (1854)
- Alexandre Guilmant, Noëls Opus 60
- Gabriel Pierné, Les Enfants à Bethlehem, Mystère en deux parties pour solistes, chœur d’enfants et Orchestre (1907)
- Arthur Honneger, Une Cantate de Noël
- Jean-Michel Cayre, Oratorio de Noël (1982)
- Witold Lutosławski, Les Chants de Noël polonais (1946).

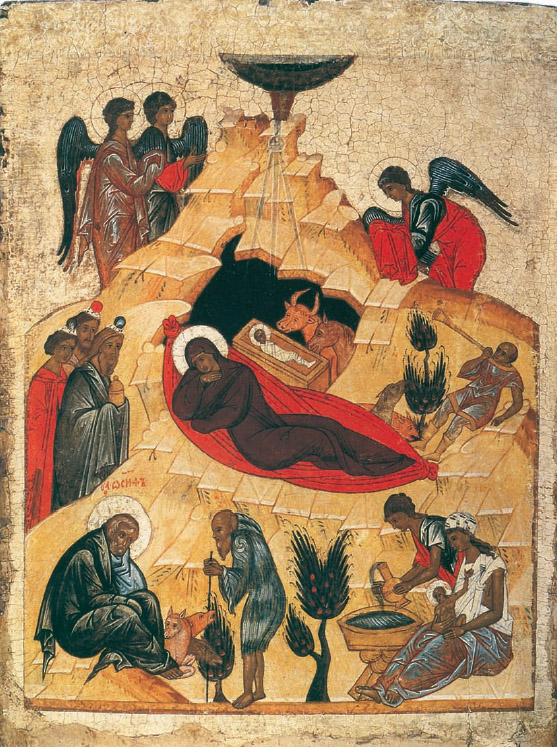
Icône russe postmongole, Icône de la Nativité, école de Novgorod, XVe siècle : Marie est non pas tournée vers son enfant représenté dans un berceau mais vers les trois mages.